# Сльози Пеле

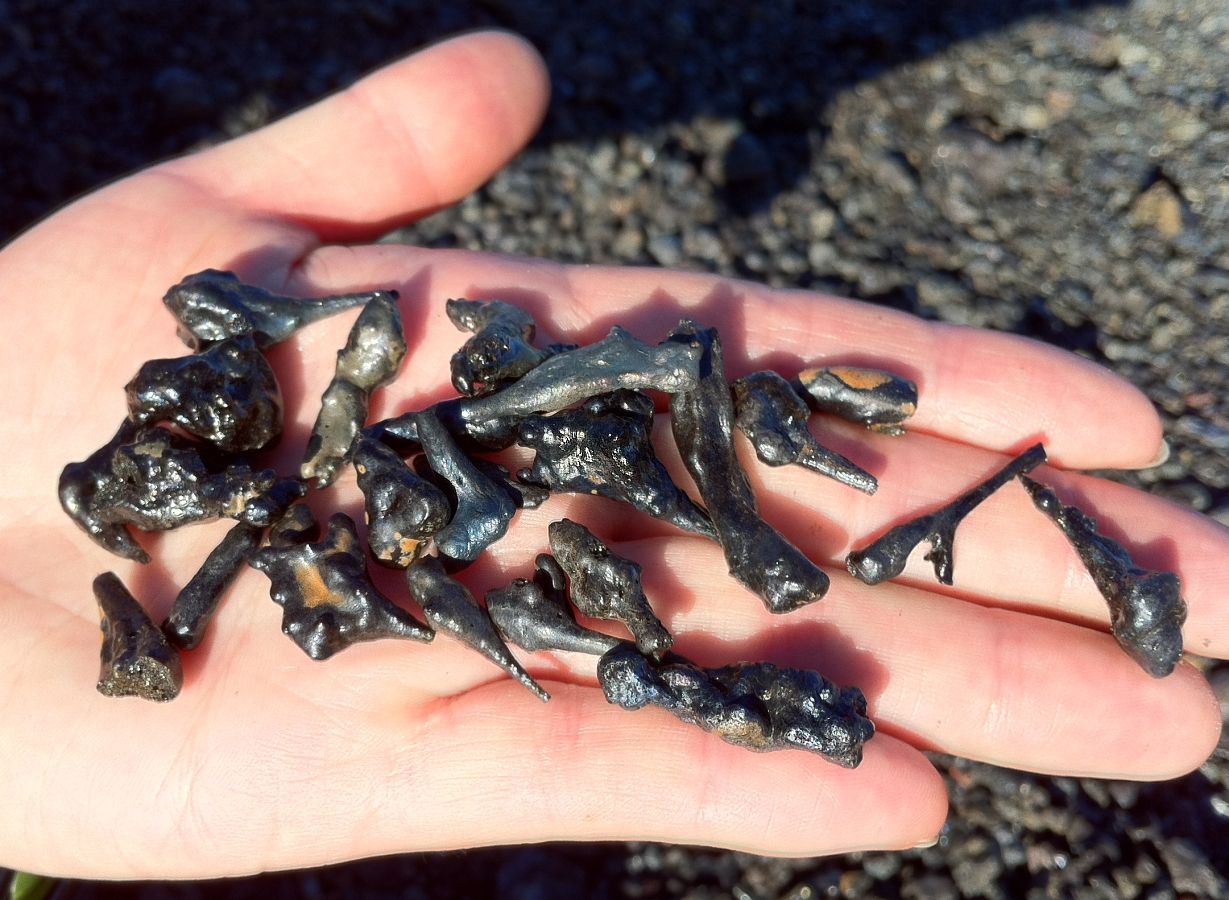
Сльози Пеле на Кілауеа

Сльози Пеле (англ. Pele's tears — сльози богині Пеле) —  вулканологічний термін для позначення  лави у вигляді застиглих крапель і кульок (розміру лапілі), що складаються з  вулканічного скла. На кінцях крапель можуть залишатися нитки (так зване «волосся Пеле»).

## Термін

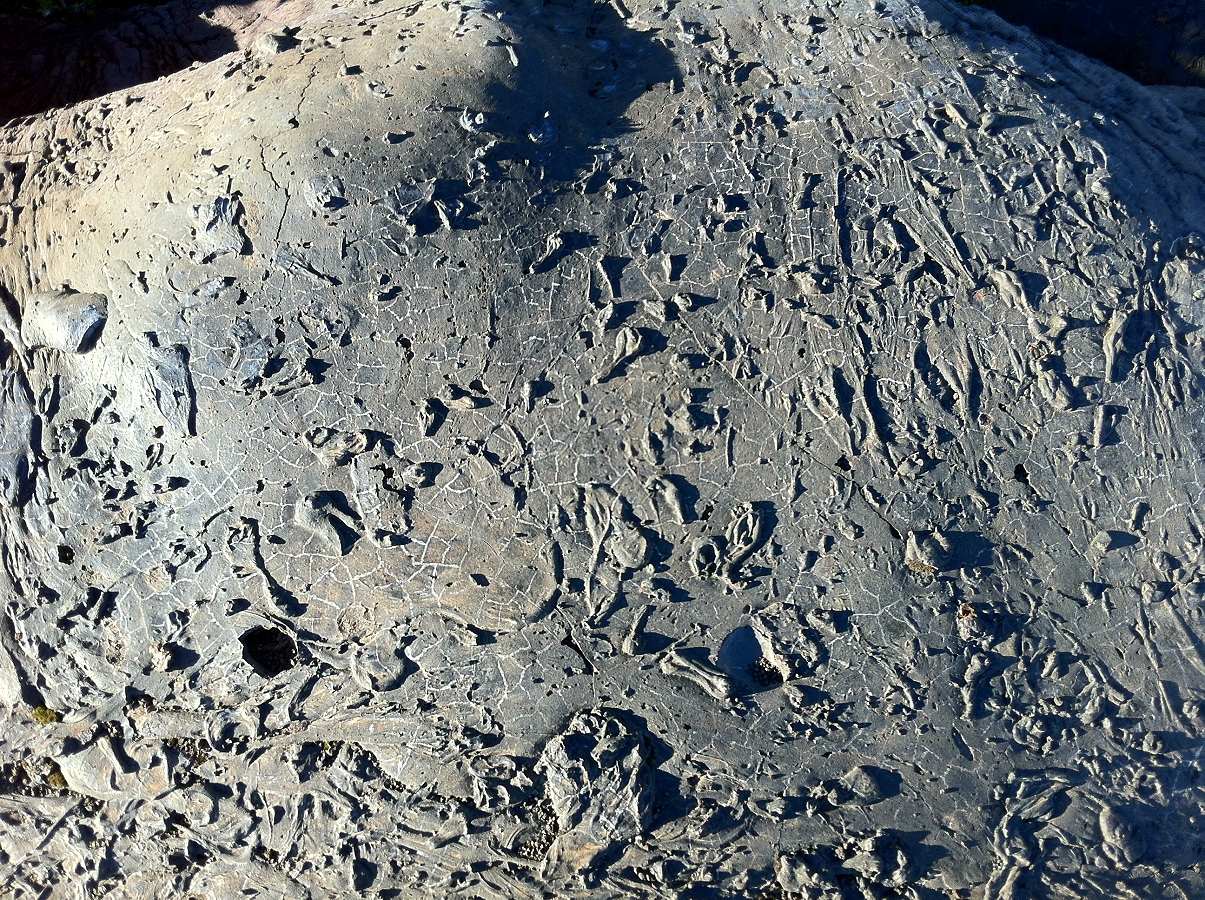
Сльози Пеле на лаві

Лапілі у вигляді крапель названо на честь  Пеле — богині вулканів, відомої в  гавайській міфології як володарка вогню і сильного вітру. Її ім'я також є компонентом таких термінів, як «волосся Пеле» і «водорості Пеле», що позначають різні форми лави.
«Сльозами» також називають і інші блискучі склоподібні утворення краплеподібної форми: наприклад, сльози апачів і Батавські слізки (або краплі принца Руперта (1849)).

## Опис

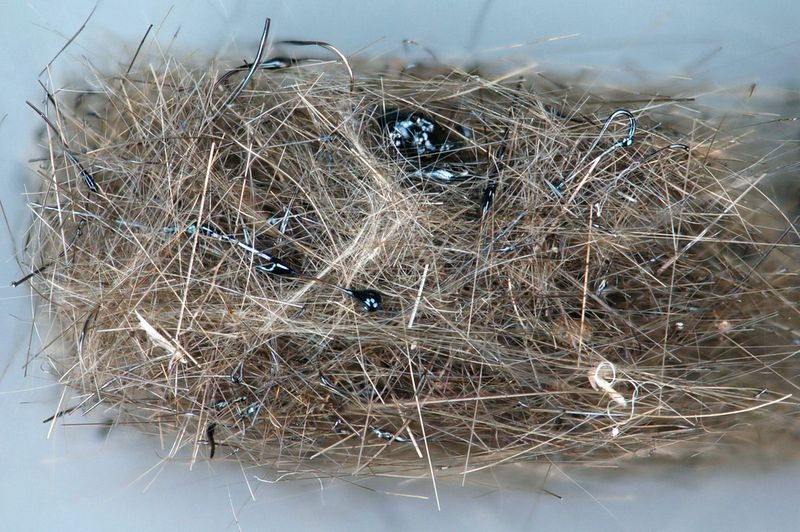
«Сльози» і «волосся» Пеле

В процесі  виверження вулканів фонтани і бризки рідкої розплавленої лави утворюють краплі, які швидко застигають на льоту (формування і гарт). Цей феномен був вивчений на острові  Гаваї та на стромболіанських виверженнях.
Як правило, застиглі бризки лави мають характерну краплеподібну форму, але зустрічаються також «сльози» у вигляді циліндрів з заокругленими кінцями або майже сферичної форми. Дуже маленькі сльози Пеле було знайдено в пустотах волосся Пеле.

## Наукове значення

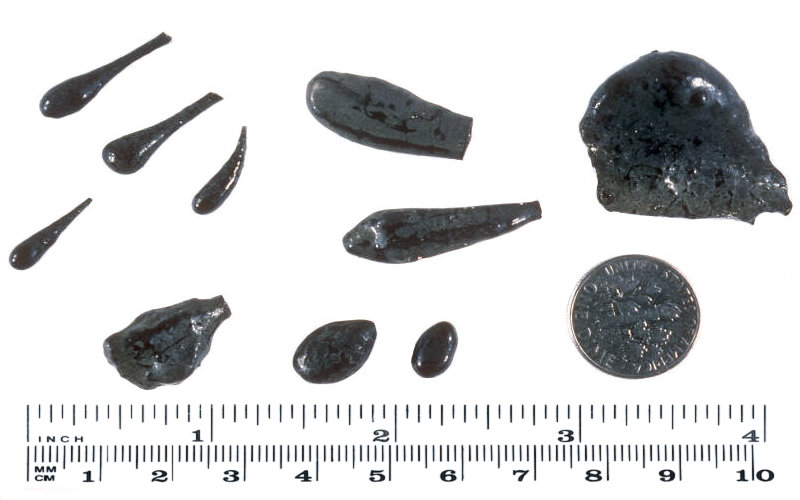
Розміри лапілі

Сльози Пеле цікаві для вулканологів, так як всередині цих крапель укладені бульбашки газу і везикули з інформацією про механізми виникнення  виверження. Якщо виверження проходило бурхливо, то краплі мають більш витягнуту форму. Гази, утримувані в краплях, допомагають розібратися у вулканічних процесах.

## Ресурси Інтернету
- Сльози Пеле — фото USGS.